# Transalpin
De Transalpin is een internationale trein tussen Oostenrijk en Zwitserland,  hoewel de trein ook door Liechtenstein rijdt wordt daar niet gestopt. De naam van de trein heeft twee betekenissen, door de Alpen wat de trein letterlijk doet en in het Latijn aan de andere kant van de Alpen wat ook klopt van uit Rome gezien.

## Geschiedenis
Vlak na de introductie van de Trans Europ Express (TEE) werd op de internationale dienstregelingsconferentie in oktober 1957 besloten tot het instellen van een hoogwaardige treindienst tussen Zürich en Wenen per 1 juni 1958 over de Arlbergroute. Hiermee werd het Zwitsers-Oostenrijkse deel gekozen van de route die de Arlberg Oriënt Express en haar voorlopers in het interbellum gebruikten.
Deze trein was het paradepaardje van de ÖBB met ook tweede-klasaccommodatie en voldeed daardoor niet aan de TEE-eisen. De Arlbergspoorlijn is een vast onderdeel van de route maar zowel aan de west- als aan de oostkant zijn de route en de bestemmingen in de loop der tijd gewijzigd.

### 1958 – 1965
Voor de uitvoering van de dienst bestelde ÖBB treinstellen van de reeks 4130, een variant van de reeks 4030 die op dat moment in aanbouw was. De vier treinstellen met vier bakken werden aangepast voor de Transalpin, zo kregen de stuurstand en de tussenrijtuigen slechts een toegang, kreeg het interieur een 2+1 indeling en werd de voorste stroomafnemer vervangen door een SBB versie. Vanuit een keuken in het stuurstandrijtuig werden maaltijden op de zitplaats geserveerd. 
De “Triebwagenschnellzug” (TS) Transalpin reed de route Wien Westbahnhof, Linz Hauptbahnhof, Salzburg Aigen, Schwarzach St. Veit, Innsbruck Hauptbahnhof, Feldkirch, Buchs SG, Sargans, Zürich HB & v.v. onder het treinnummer TS 11/12. Al in 1959 werd de route verlengd tot Bazel.

### 1965 – 1977
In 1965 stroomden drie zesdelige stammen van de reeks 4010 in die speciaal voor de Transalpin waren ontworpen. Dit materieel betekende een verbetering van het comfort en vergroting van de capaciteit. De 4010 was een trek-duwtrein bestaande uit een motorkop met bagageruimte, een salonrijtuig 2e klas, een coupérijtuig 2e klas, een coupérijtuig 1e/2e klas, een restaturatierijtuig en een 1e klas salonrijtuig met stuurstand. De 66 1e klas en 171 2e klas reizigers konden met 150 km/u worden vervoerd.
De route ten oosten van de Arlberg werd in 1969 gewijzigd door tussen Salzburg en Innsbruck voortaan via Rosenheim in plaats van via de Salzburg-Tiroler-Bahn te rijden, wat ruim een uur reistijd bespaarde. De rit door Duitsland werd als corridortrein gereden, dus zonder de mogelijkheid om in of uit te stappen, al moest tot 1982 in Rosenheim kop gemaakt worden. Deze diensten werden gereden onder het treinnummer TS 462/463.

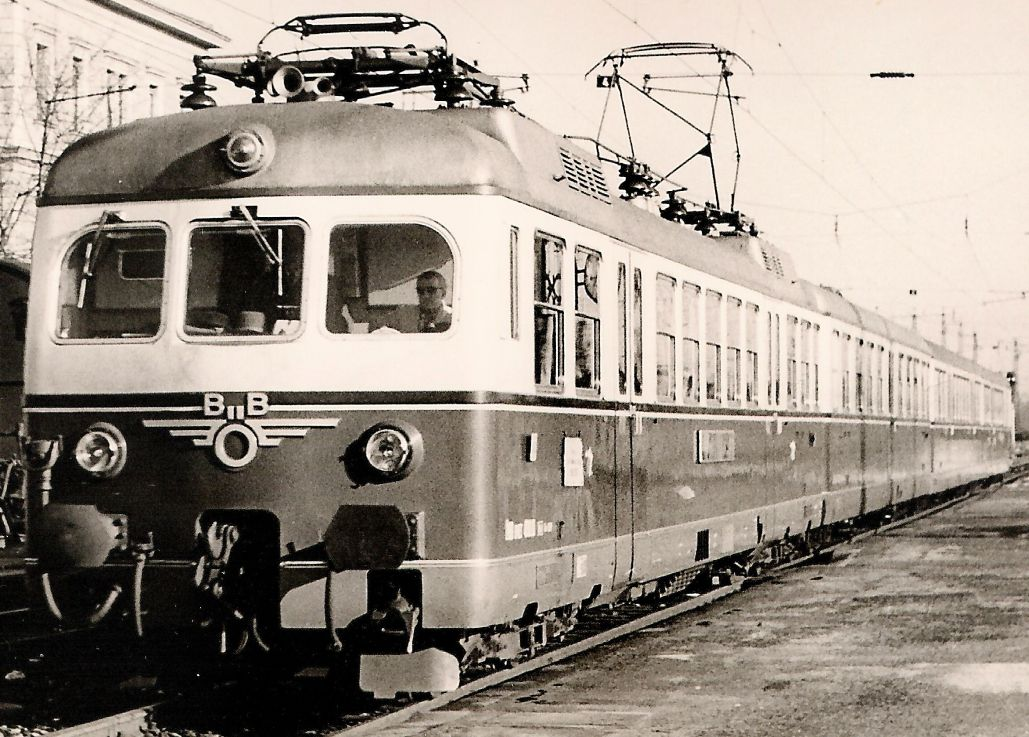
Reeks 4130
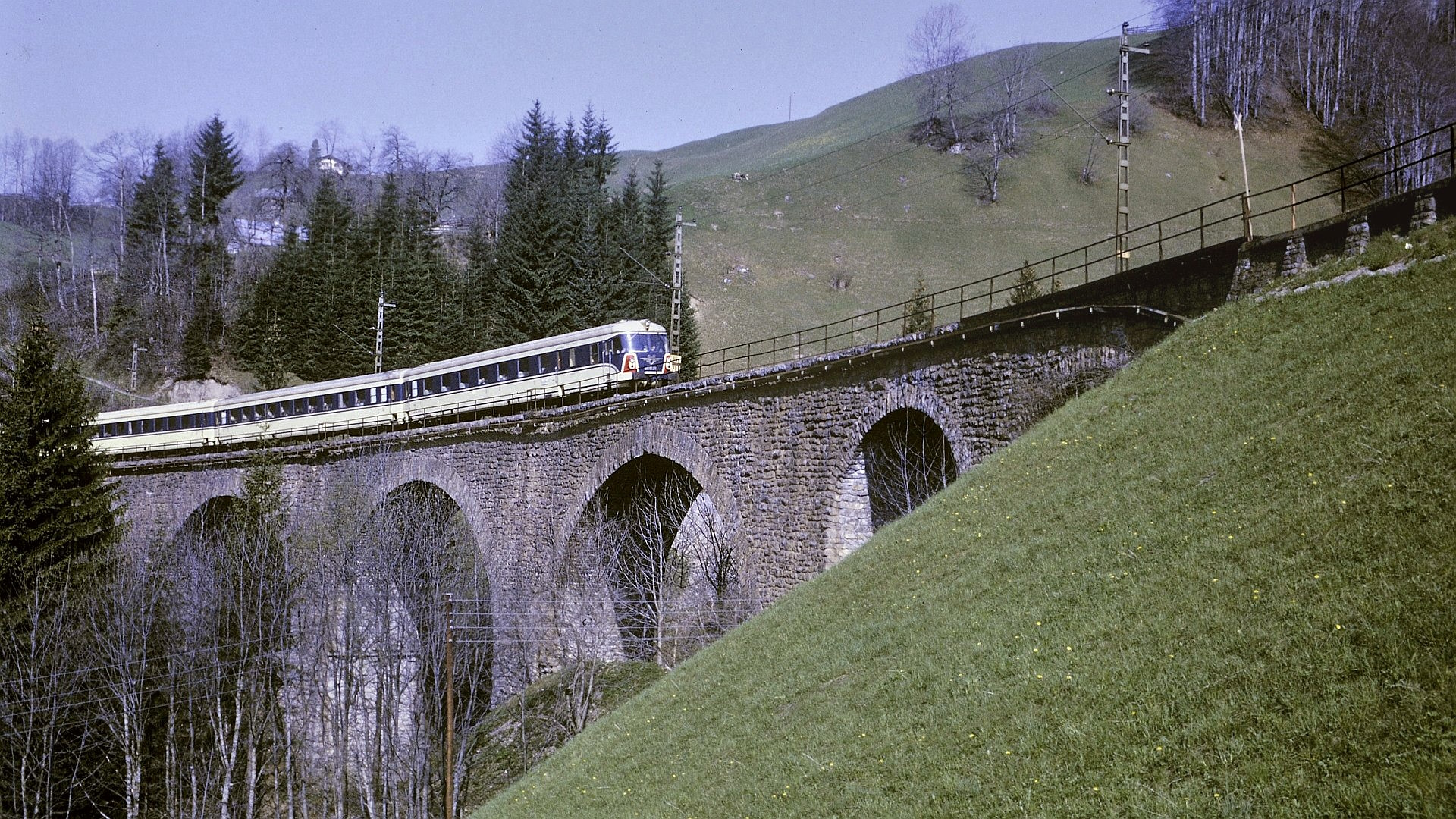
Reeks 4010 op 2 mei 1969 bij Dalaas onderweg als Transalpin
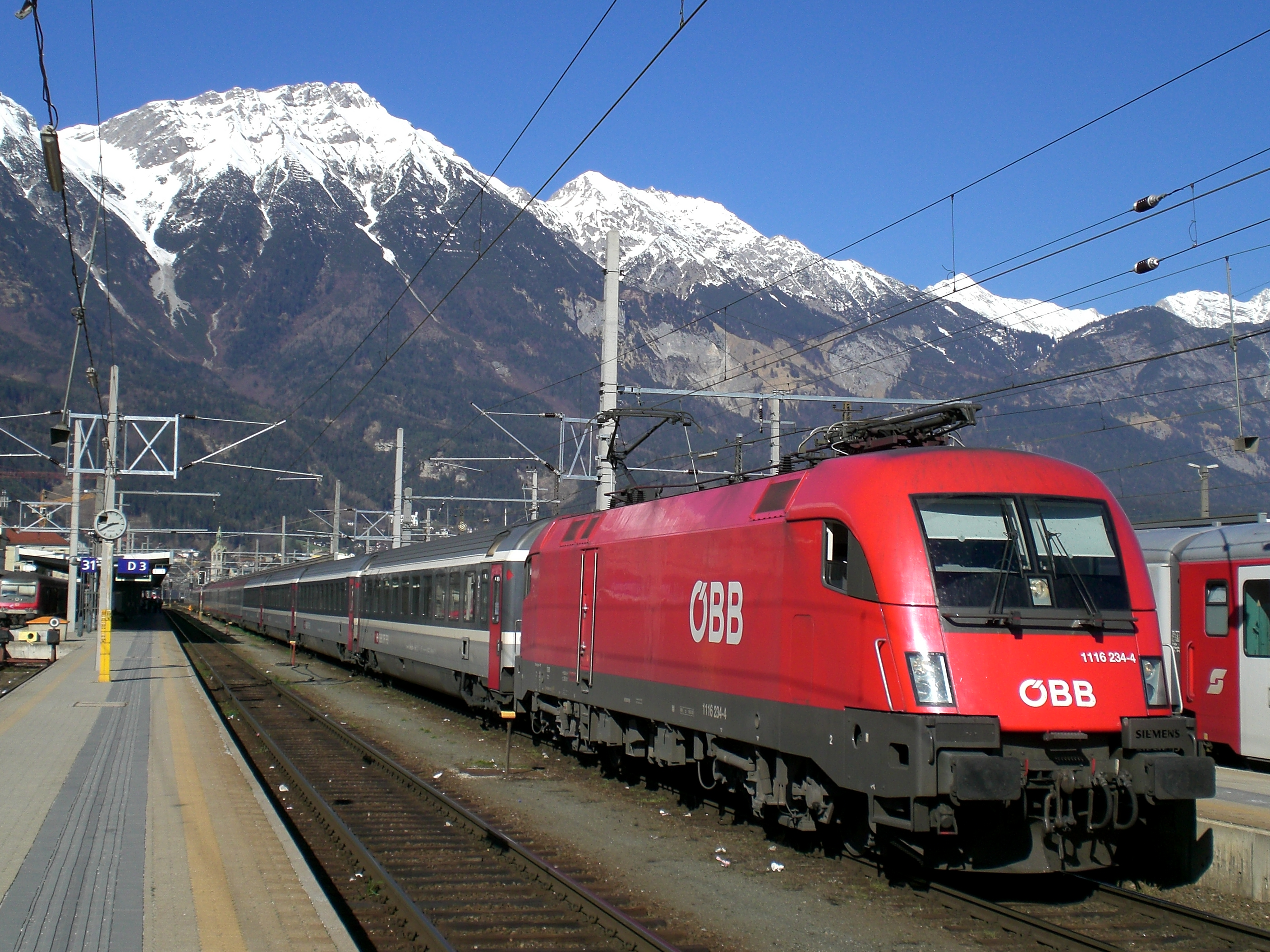
ÖBB EC 162 Transalpin bestaande uit EC90 en ÖBB rijtuigen in Innsbruck Hbf op 12 maart 2007

### 1977 – 1987
In 1977 kreeg de Transalpin wederom het destijds nieuwste materieel, namelijk Eurofima Z1 rijtuigen. De reeks 4010 verzorgde de Transalpin voor het laatst op 21 mei 1977 en met ingang van de zomerdienstregeling op 22 mei werd gereden met getrokken materieel. De geplande Eurofima Z1 rijtuigen 1e klas en het bijbehorende restauratierijtuig waren echter nog niet geleverd en daarom huurde ÖBB 1 WRmh-131 (ex-Rheingold)-restauratierijtuig en 1e klas rijtuigen Am 203 en Avmz 111 van de Deutsche Bundesbahn (DB) en werden voor de 2e klas deels Schlierenrijtuigen van ÖBB ingezet. Na enkele weken was er voldoende Eurofima materieel en bestond de trein uit 12 ÖBB Z1 (Eurofima)-rijtuigen met klimaatregeling en het bijbehorende restauratierijtuig. Deze diensten werden gereden onder het treinnummer Ex 462/463. 
Op 23 mei 1982 werd de Transalpin ingedeeld als intercity en veranderden de treinnummers in IC 462/463. De lage frequentie was een van de nadelen van de Expresstreinen (Ex) en het TEE-net, dit werd voor de hoogwaardige verbinding tussen Zwitserland en Oostenrijk ondervangen door extra treinen, IC 460/461 (Zürichsee) vanaf 1982 en IC 464/465 (Franz Schubert) vanaf 1983, over de Arlberg in te leggen zodat er drie slagen per dag gereden werden. In 1986 werden de treinnummers met 400 verlaagd. 

### 1987 – 2010
Op 31 mei 1987 werd de Transalpin opgenomen in het EuroCitynet dat op die dag van start ging.  Aanvankelijk werd gereden onder de nummers EC 62/63 in een geheel oranje-witte Eurofima kleurstelling. De jubileum kleurstelling, die in 1987 in het kader van 150 jaar Oostenrijkse spoorwegen werd geïntroduceerd, drong vrij snel door tot de Transalpin zodat daarin ook zwart-rode rijtuigen te zien waren. 
De Transalpin behield haar prestigieuze naam, de andere twee werden EC 60/61 Maria Theresia en EC 64/65 Franz Schubert, die respectievelijk 2 uur eerder en 2 uur later dan de Transalpin reden. De Transalpin kreeg ook koerswagens naar Graz en Klagenfurt en tussen Wenen en Innsbruck reden zelfs autotransportwagens mee. Hiermee was de Transalpin eind jaren tachtig de enige Eurocity met autovervoer. 
Op 2 juni 1991 zijn de treinnummers gewijzigd in EC 162/163 en vanaf 23 mei 1993 werden de restauratierijtuigen door de SBB gesteld en werd ook een, toen gloednieuw, Apm19 panoramarijtuig onderdeel van de trein. In de volgende jaren werden ook EC90-rijtuigen van SBB onderdeel van de treinsamenstelling. De reistijden varieerden in de loop der jaren door het verlengen of inkorten van de tussenstops. In 2008 is de route weer ingekort tot Zürich-Wenen, de rijtuigvolgorde werd zodanig dat de 1e klas rijtuigen op de beide eindpunten het dichtstbij de stationshal van de kopstations stonden. Dit was mogelijk omdat sinds 1982 alleen in Buchs SG werd kop gemaakt en daardoor de 1e klas rijtuigen tot Buchs achteraan de trein en vanaf Buchs vooraan de trein reden.
Begin 2009 werd het Railjet-materieel geïntroduceerd en op 12 juni 2010 werd de treindienst tussen Zürich en Wenen overgenomen door de naamloze RJ 162/163.

## Zürich – Graz
Op 15 december 2013 keerde de Transalpin na ruim 3,5 jaar terug in de dienstregeling als EuroCity. De Arlberg was weer onderdeel van de route en ook Zürich kwam terug als westelijk eindpunt, maar het oostelijk eindpunt werd niet Wenen maar Graz. Voor de rit over de Arlbergbahn wordt er tussen Buchs SG en Innsbruck Hbf gereden met dubbeltractie. De trein is samengesteld uit ÖBB en SBB rijtuigen, waaronder een restauratierijtuig en  sinds 14 december 2014 rijdt ook weer een panoramarijtuig (Apm 19) van SBB mee. 

### Route en dienstregeling 2024
| EC 163 | land          | station                | km  | EC 164 |
| ------ | ------------- | ---------------------- | --- | ------ |
| 8:40   | Zwitserland   | Zürich HB              | 0   | 19:20  |
| 9:36   | Zwitserland   | Sargans                | 90  | 18:23  |
| 10:00  | Zwitserland   | Buchs SG               | 106 | 18:11  |
| ↓      | Liechtenstein |                        |     | ↑      |
| 10:17  | Oostenrijk    | Feldkirch              | 125 | 17:44  |
| 10:30  | Oostenrijk    | Bludenz                | 146 | 17:31  |
| 11:03  | Oostenrijk    | St. Anton am Arlberg   | 182 | 16:57  |
| 11:27  | Oostenrijk    | Landeck-Zams           | 210 | 16:33  |
| 11:48  | Oostenrijk    | Ötztal                 | 236 | 16:12  |
| 12:21  | Oostenrijk    | Innsbruck Hauptbahnhof | 282 | 15:47  |
| 12:43  | Oostenrijk    | Jenbach                | 316 | 15:18  |
| 12:58  | Oostenrijk    | Wörgl Hauptbahnhof     | 341 | 15:04  |
| 13:20  | Oostenrijk    | Kirchberg in Tirol     | 367 | 14:40  |
| 13:29  | Oostenrijk    | Kitzbühel              | 376 | 14:31  |
| 13:37  | Oostenrijk    | St. Johann in Tirol    | 385 | 14:23  |
| 14:04  | Oostenrijk    | Saalfelden             | 420 | 13:54  |
| 14:14  | Oostenrijk    | Zell am See            | 434 | 13:44  |
| 14:46  | Oostenrijk    | Schwarzach St. Veit    | 466 | 13:13  |
| 15:12  | Oostenrijk    | Bischofshofen          | 480 | 12:50  |
| 15:35  | Oostenrijk    | Radstadt               | 504 | 12:26  |
| 15:52  | Oostenrijk    | Schladming             | 521 | 12:10  |
| 16:22  | Oostenrijk    | Steinach-Irdning       | 560 | 11:38  |
| 16:32  | Oostenrijk    | Liezen                 | 572 | 11:27  |
| 16:48  | Oostenrijk    | Selzthal               | 579 | 11:19  |
| 17:22  | Oostenrijk    | St. Michael            | 642 | 10:38  |
| 17:29  | Oostenrijk    | Leoben Hauptbahnhof    | 652 | 10:30  |
| 18:14  | Oostenrijk    | Graz Hauptbahnhof      | 720 | 9:45   |

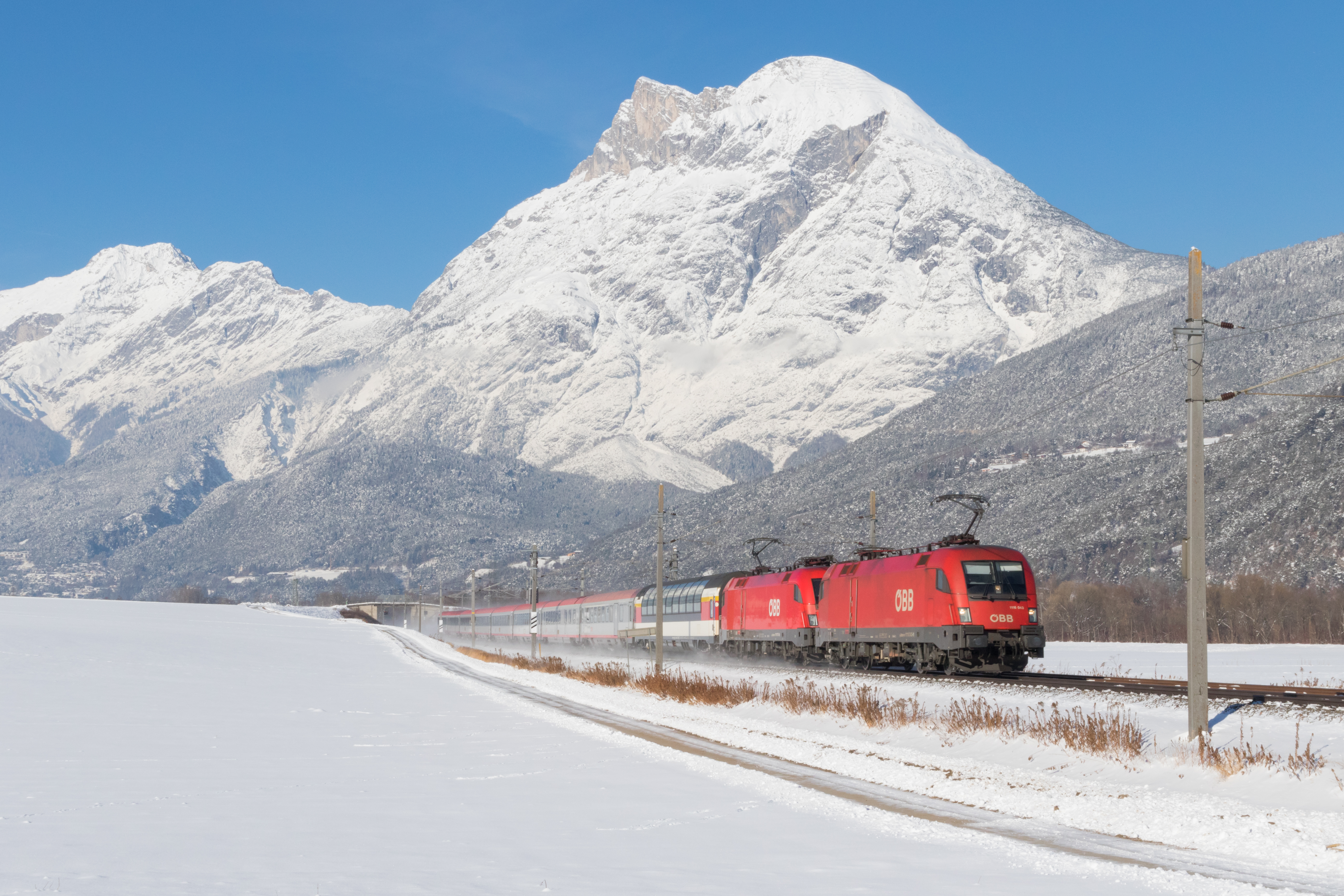
EC 163 Transalpin bij Flaurling op 10 januari 2017
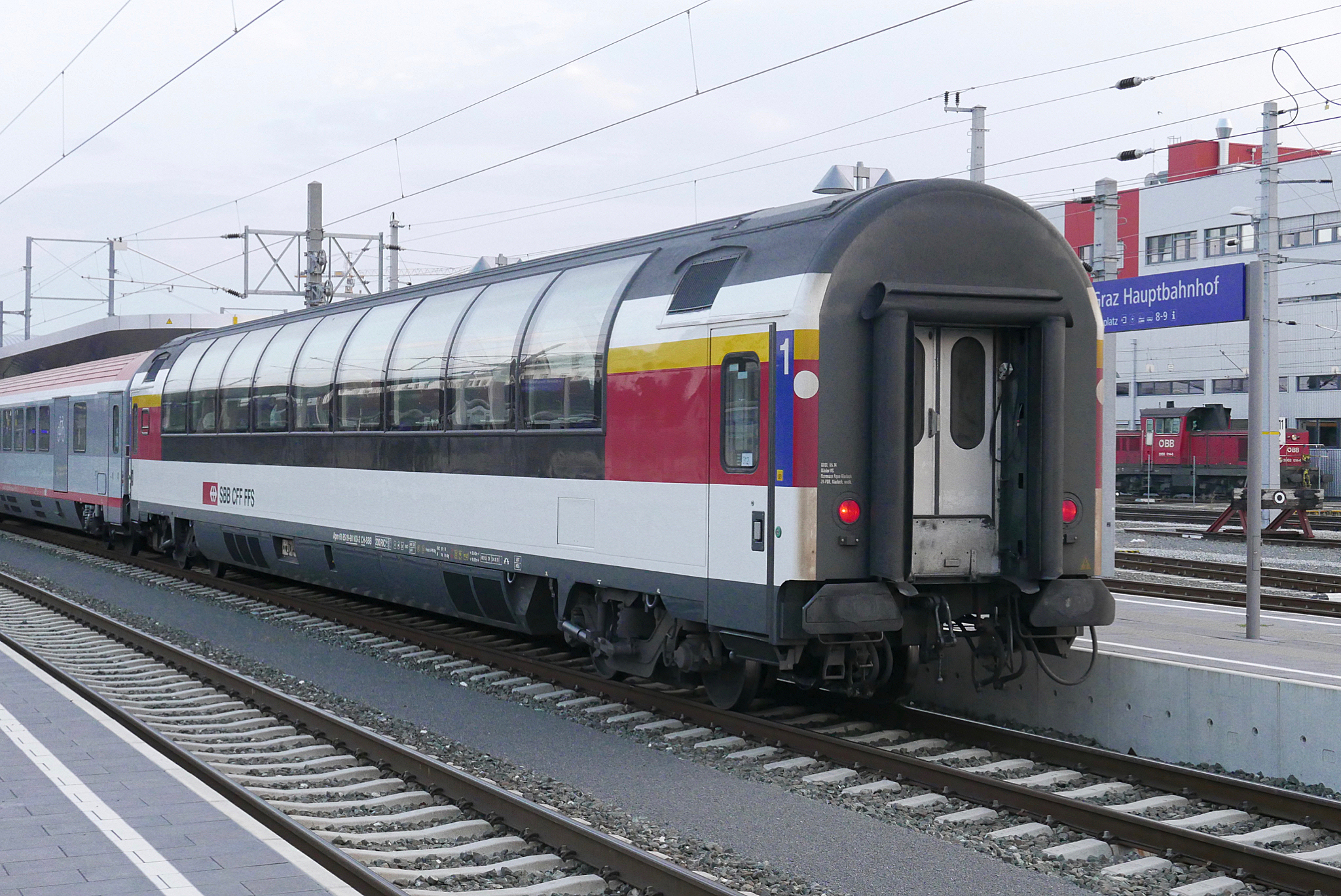
Het panoramarijtuig op 14 september 2016 achteraan de Transalpin in Graz
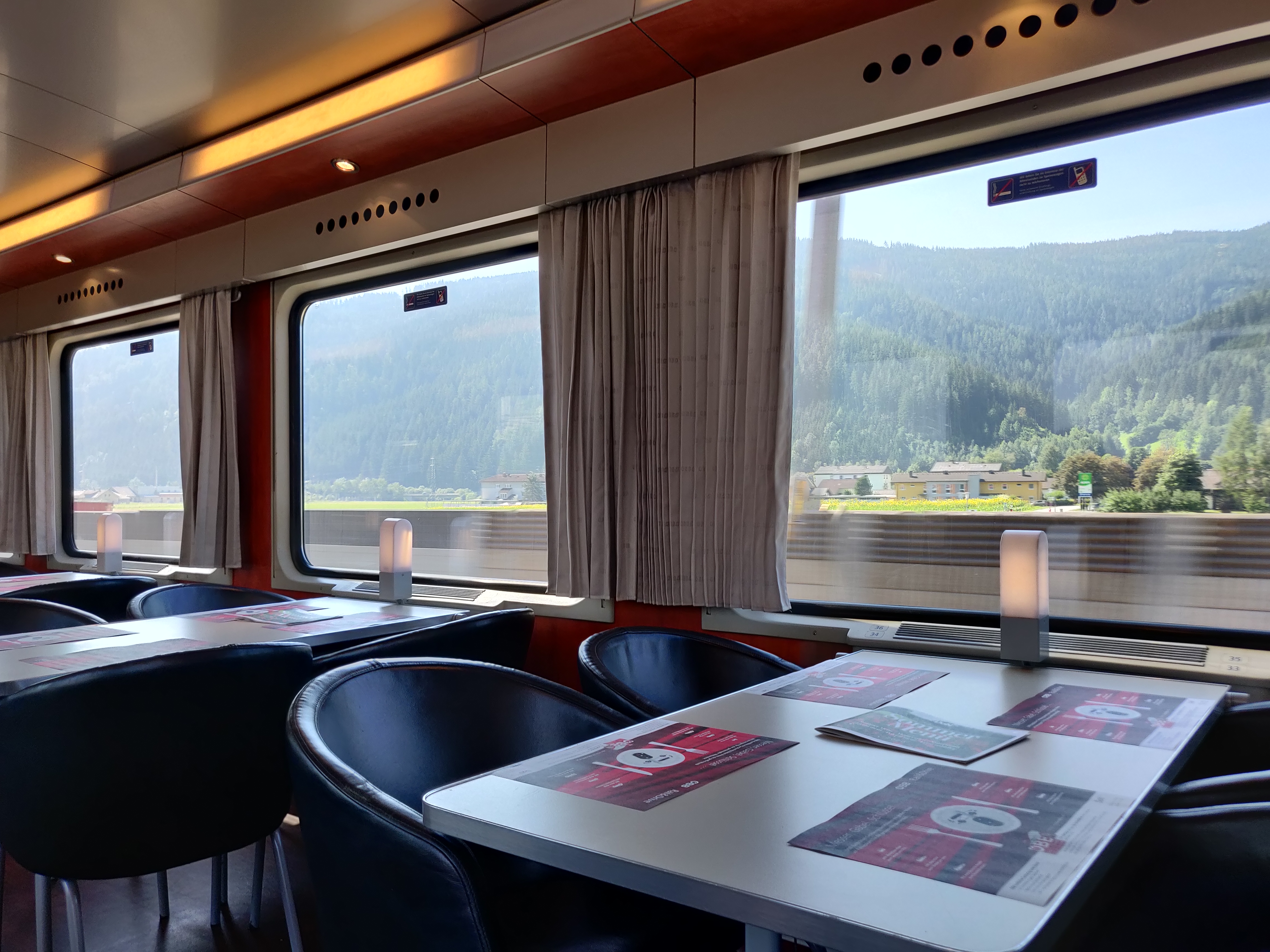
In het restauratierijtuig